# Partanna
Partanna è un comune italiano di 9 790 abitanti del libero consorzio comunale di Trapani in Sicilia.

## Geografia fisica

### Territorio
Il comune è situato fra le valli del Modione, a ovest, e del Belice, a est. 

### Clima
Il comune è situato in zona collinare, presenta clima mite d'inverno, con temperature medie dell'ordine dei 12-13 °C e minime intorno ai 4-5 °C. D'estate presenta clima caldo, con temperature medie di 30 °C e massime che possono raggiungere i 37-38°.

## Storia

### Partanna preistorica
Il centro urbano risale al Medioevo, sebbene nella stessa area vi siano tracce di un insediamento capannicolo della media età del Bronzo.
Nel territorio sono numerosi i siti che hanno restituito resti di insediamenti preistorici o di età protostorica. Il più importante è in Contrada Stretto, dove è stato rinvenuto un imponente sistema di fossati artificiali e una galleria ipogeica di età neolitica, e una necropoli di tombe a grotticella artificiale dell'età del bronzo. Fra i resti, alcuni vasi della tipologia Partanna-Naro conservati al Museo Archeologico Regionale di Palermo e nel locale museo di preistoria all'interno del Castello Grifeo.
Le popolazioni che occupavano quegli antichi insediamenti avevano tecniche evolute per riuscire a coltivare la terra, soprattutto dal punto di vista della distribuzione dell'acqua. Basta considerare che gli scavi appena citati in Contrada Stretto hanno permesso di trovare alcuni fossati-cisterne, anche di notevoli dimensioni, probabilmente utilizzati in antico, per raccogliere l'acqua che sarebbe servita all'irrigazione. Vere e proprie opere di idraulica che hanno pochi riscontri in altri siti dell'epoca, anche e proprio per le dimensioni degli impianti.
Il tutto va inquadrato in un ricco panorama preistorico della Provincia di Trapani e soprattutto del Basso Belice dove sono presenti giacimenti archeologici che vanno dal Paleolitico inferiore (Salemi, Santa Ninfa, Castelvetrano), all'età del Bronzo. Siti che sono al riparo delle rocce, necropoli, villaggi che hanno permesso di riportare alla luce vasellame, armi e utensili di pietra, il tutto lungo una linea evolutiva chiara.
Un ritrovamento notevole è stato fatto anche non lontano dalla Chiesa madre di Partanna, in pieno centro storico. Su Corso Vittorio Emanuele sta infatti il sito preistorico UTC, così denominato perché fu ritrovato nel 1998 proprio nell'atrio dell'Ufficio Tecnico Comunale. L'esplorazione dell'antico insediamento ha permesso di riportare alla luce tre capanne risalenti alla media età del bronzo, tra la fine del XV e l'inizio del XIII secolo a.C.
Gli scavi hanno evidenziato numerosi focolari, piastre di cottura, moltissime ossa animali combuste e rotte, resti di pasti che, quindi, erano consumati proprio nelle capanne o nei focolai esterni. Inoltre sono stati trovati reperti in ceramica che inquadrano il sito al tempo della facies media età del bronzo di Thapsos (Siracusa). Sono reperti ancora allo studio degli archeologi e in buona parte esposti al Museo Civico della Preistoria del Basso Belice di Partanna.
Non lontano dal sito preistorico UTC, su Corso Vittorio Emanuele 68, proprietà Cannia, è possibile visitare anche una tomba eneolitica, risalente alla seconda metà del IV, prima metà del III millennio a.C.
Mai violata, ha rivelato una sepoltura completa di corredo funerario. Si tratta di un uomo in posizione rannicchiata e il capo poggiato su una roccia a mo' di cuscino. Il tutto era cosparso di ocra rossa.
Importanti per le indagini archeologiche sono le campagne di scavo/campi scuola di archeologia organizzati dalla Soprintendenza per i Beni Culturali e Archeologici di Trapani, dal Comune di Partanna, dalle associazioni come l'Archeoclub e dalla cooperativa Sys, insieme ad atenei italiani ed europei come l'Università di Cordoba.
Incerta è l'etimologia del nome, che da alcuni è ritenuto di origine greco antica (da παρθένος, parthenos, "vergine"), da altri di origine araba (bartannah, "terra scura").

### Dalla fine del dominio musulmano della Sicilia

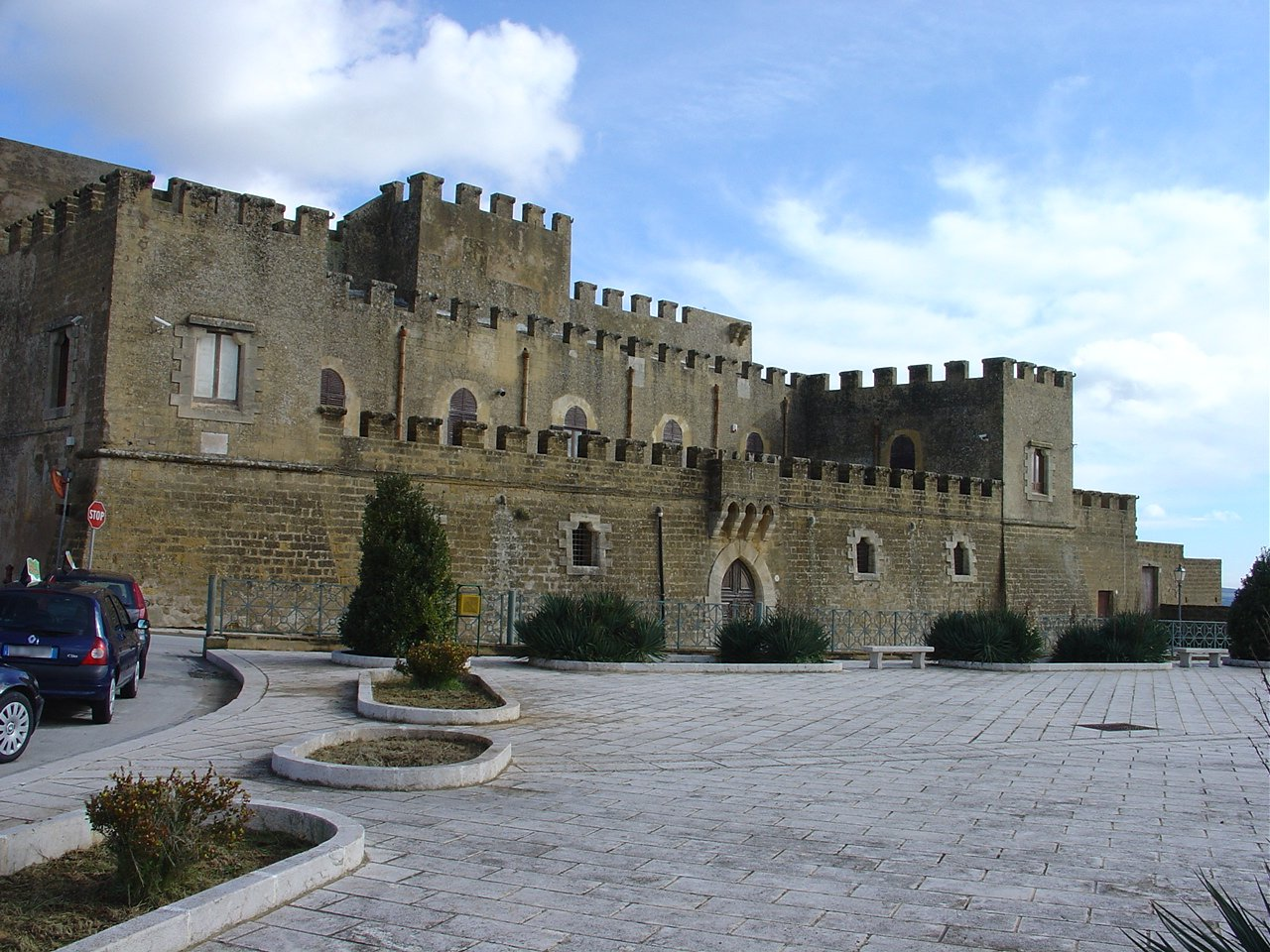
Castello Grifeo

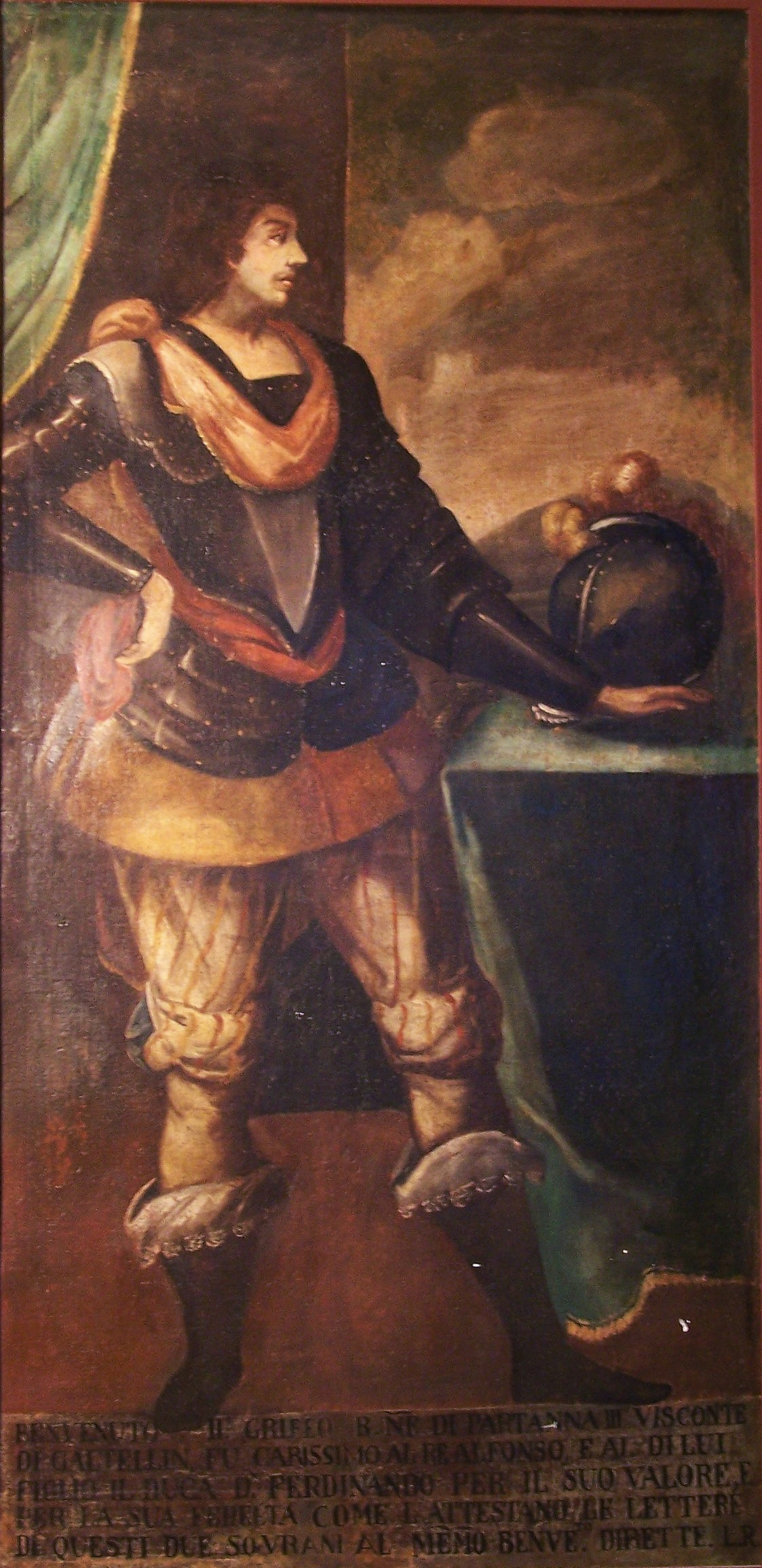
Benvenuto II Grifeo, X barone di Partanna (1416 - 1463), in un ritratto su tela

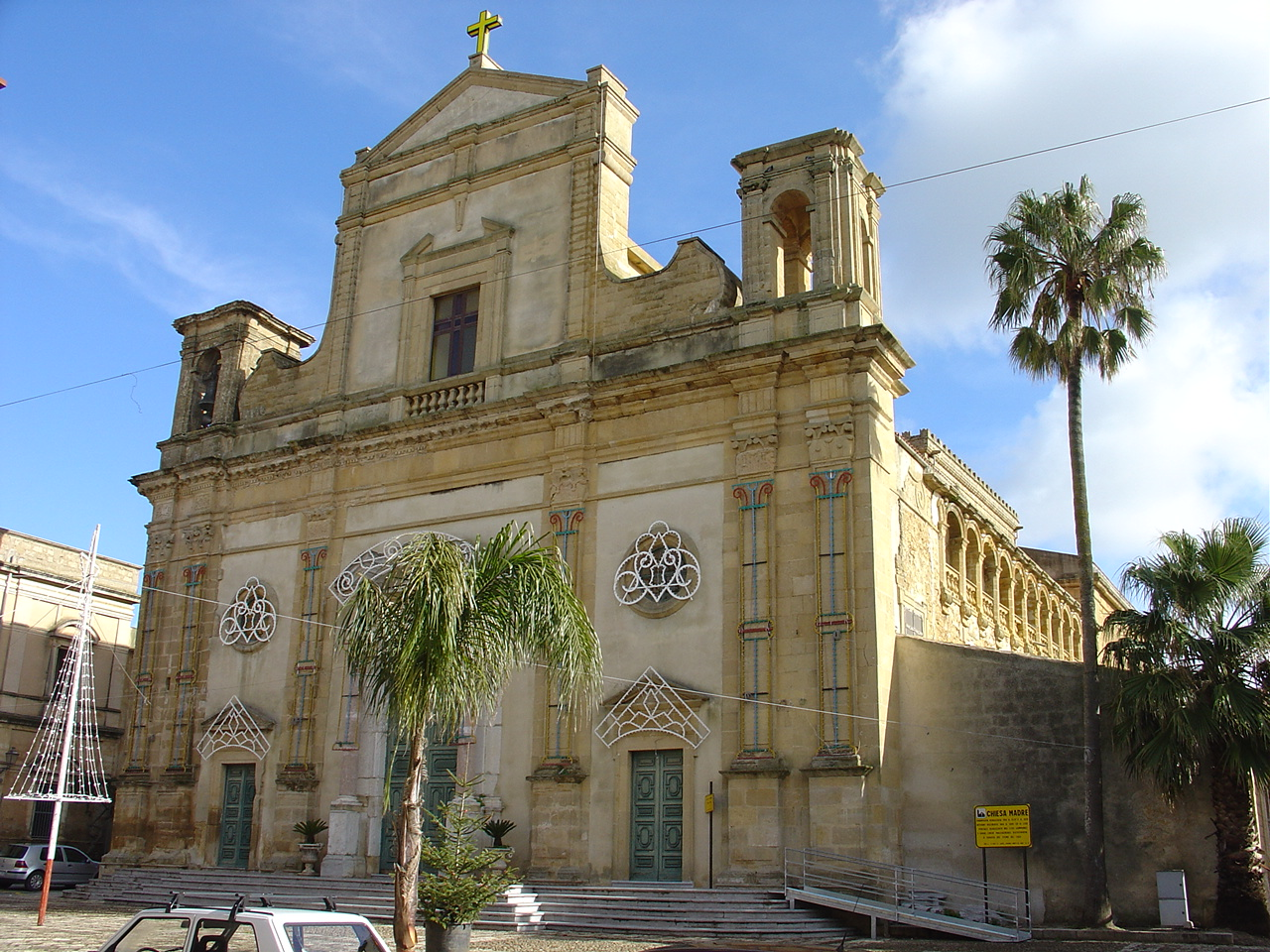
Chiesa Madre, o Matrice

Dall'XI secolo la storia del Feudo di Partanna è indissolubilmente legata alla famiglia dei Grifeo o Graffeo (forma arcaica del nome). Auripione I Grifeo con un centinaio di Candioti e sotto il comando del generale bizantino Giorgio Maniace, principe e vicario dell'Imperatore di Costantinopoli, partecipò al primo tentativo di strappare l'isola ai saraceni. Ma i bizantini non riuscirono nell'impresa. Successivamente i Grifeo ritornarono nell'armata normanna, questa volta vittoriosa, del Gran Conte Ruggero. Nel Castello Grifeo di Partanna, un affresco sul muro del salone principale racconta le origini dell'intitolazione del Feudo: Giovanni I Grifeo salvò il Gran Conte durante un duello contro il condottiero arabo Mogat la stessa scena è ripetuta sull'ingresso principale della Cattedrale di Mazara del Vallo grazie a un gruppo scultoreo).
L'investitura ufficiale con il titolo di Barone fu confermata nel 1137/1139 in favore di Giovanni II Grifeo ad opera di Ruggero II. Il 20 maggio 1628, Guglielmo I Grifeo Ventimiglia assurse al rango di principe con concessione di Filippo IV di Spagna. Oggi lo stemma del Comune di Partanna riporta il grifone, animale araldico dei Grifeo, insieme al castello della famiglia che domina parte dell'abitato e della vallata circostante.
Nel gennaio 1968 Partanna fu colpita duramente dal terremoto del Belice. Molti edifici storici subirono danni, come la Chiesa madre, altri invece furono completamente distrutti, come la chiesa di San Nicola. Dopo il terremoto sorse un nuovo quartiere in contrada Camarro, che si trova ad un livello più basso rispetto alla città storica che si trova invece in collina.
Il 28 dicembre 2007 nel Castello Grifeo, di proprietà della Soprintendenza ai beni culturali della Regione Siciliana, è stato inaugurato il "Museo Regionale di Preistoria del Belice - Centro di interpretazione e valorizzazione territoriale", ripescando quindi fra il grande patrimonio dei resti dell'età del bronzo/eneolitico frutto degli scavi nel territorio comunale, un ricco patrimonio di opere e documenti del periodo Grifeo e dell'altrettanto vasta tradizione contadina e vitivinicola.

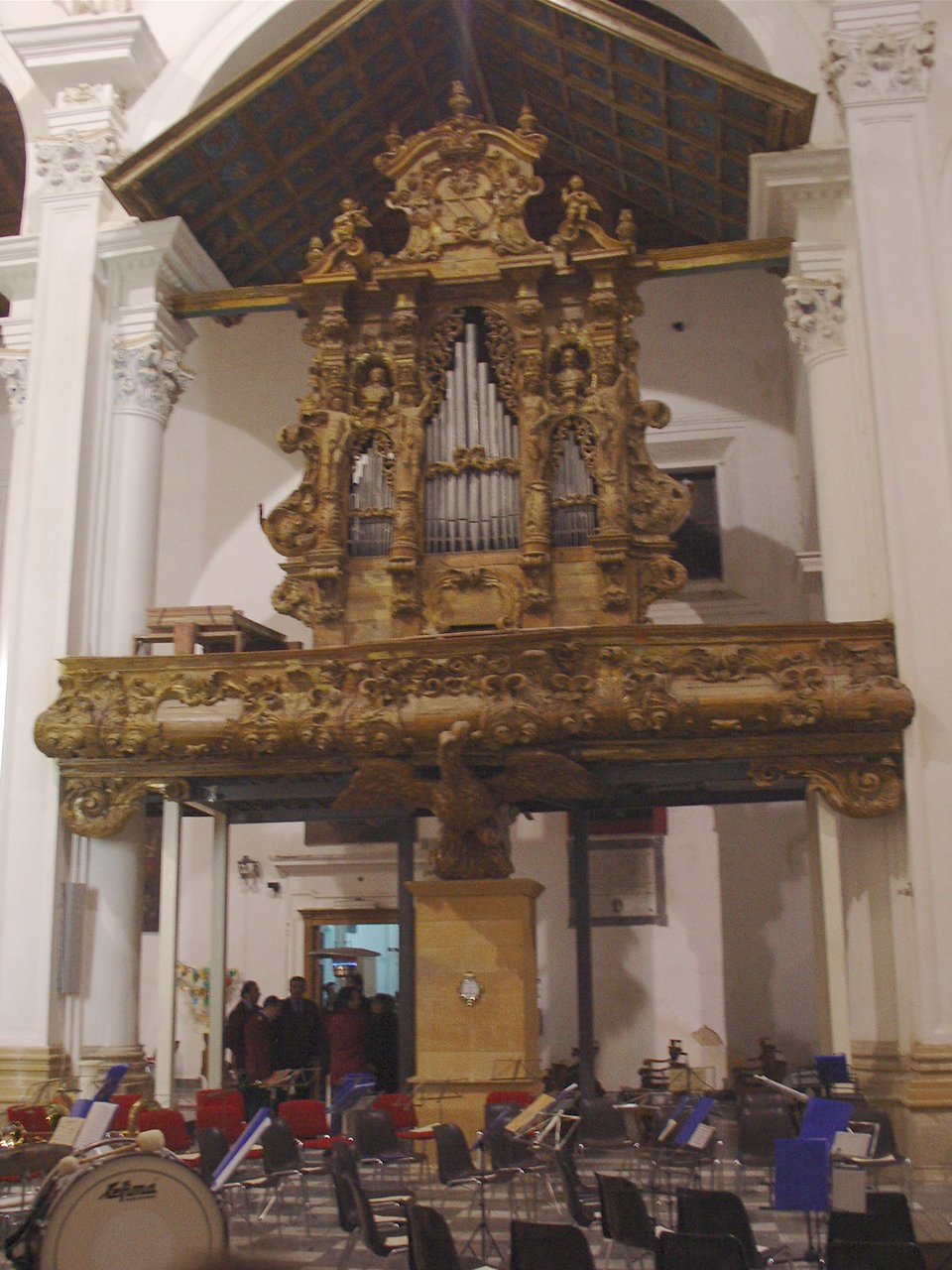
Organo ligneo con in cima lo stemma Grifeo, Chiesa madre

## Monumenti e luoghi d'interesse

### Architetture militari
- Castello Grifeo, fortezza medievale e dimora storica della famiglia Grifeo.

### Architetture religiose
- Chiesa madre, edificata a partire dal XV secolo e completata nei secoli successivi in stile neoclassico e barocco siciliano;
- Chiesa del Purgatorio, chiesa ubicata in prossimità del castello di cui, in seguito al terremoto del '68, è rimasto solo il livello inferiore della facciata;
- Santuario della Madonna della Libera;
- Campanile della chiesa di San Francesco d'Assisi;
- Chiesa di San Rocco, fondata a partire dal 1576 e ristrutturata a partire dell'Ottocento in stile neoclassico, conservata ottimamente. Di notevole bellezza è la torre campanaria;
- Chiesa della Madonna del Carmelo e attiguo convento dell'Ordine carmelitano.

### Aree archeologiche
- Area archeologica di contrada Stretto, insediamento abitativo con annessa necropoli risalente al neolitico.[4]

## Società

### Evoluzione demografica
Abitanti censiti

## Economia

### Agricoltura
Tipica del territorio è la cosiddetta "cipolla rossa di Partanna".

## Amministrazione
Di seguito è presentata una tabella relativa alle amministrazioni che si sono succedute in questo comune.
| Periodo        | Periodo        | Primo cittadino      | Partito                                         | Carica  | Note  |
| -------------- | -------------- | -------------------- | ----------------------------------------------- | ------- | ----- |
| 1962           | 22 aprile 1992 | Vincenzino Culicchia | Sindaco                                         | Sindaco | [ 7 ] |
| 29 maggio 1992 | 14 aprile 1993 | Antonino Passalacqua | Sindaco                                         | Sindaco | [ 7 ] |
| 14 aprile 1993 | 14 giugno 1994 | Raffaele Chiarello   | Comm. straordinario                             | Sindaco | [ 7 ] |
| 14 aprile 1993 | 14 giugno 1994 | Carmela Crea         | Comm. straordinario                             | Sindaco | [ 7 ] |
| 14 aprile 1993 | 14 giugno 1994 | Roberto Scalabrino   | Comm. straordinario                             | Sindaco | [ 7 ] |
| 14 giugno 1994 | 25 maggio 1998 | Benedetto Biundo     | Sindaco                                         | Sindaco | [ 7 ] |
| 25 maggio 1998 | 10 giugno 2003 | Benedetto Biundo     | Sindaco                                         | Sindaco | [ 7 ] |
| 10 giugno 2003 | 17 giugno 2008 | Vincenzino Culicchia | Sindaco                                         | Sindaco | [ 7 ] |
| 17 giugno 2008 | 18 giugno 2013 | Giovanni Cuttone     | Sindaco                                         | Sindaco | [ 7 ] |
| 11 giugno 2013 | 10 giugno 2018 | Nicolò Catania       | Sindaco                                         | Sindaco | [ 7 ] |
| 11 giugno 2018 | 30 maggio 2023 | Nicolò Catania       | Lista civica Partanna città europea             | Sindaco |       |
| 30 maggio 2023 | in carica      | Francesco Li Vigni   | Lista civica Nuove visioni con Li Vigni sindaco | Sindaco |       |